# Римокатоличка црква Св. Антуна Падованског у Бечеју
Црква Светог Антуна Падованског је римокатоличка црква у Бечеју, која је подигнута 1904. године. Одлуком Владе Републике Србије, објекат је проглашен непокретним културним добром, спомеником културе Србије.

## Опште информације
Црква је подигнута 1904. године захваљујући приходима црквеног земљиште. Освећена је 1905. године, а 1965. страдала је у неверемену, али је поново обновљена. Дужина цркве је 44,52 м, ширина 16,28, висина лађе је 18,8 м, а торањ је висок 53,5 м. Матичне књиге цркве воде се од 1902. године.
Посвећена је Светом Антуну Падованском, португалском католичком свештенику и фратару фрањевачког реда.
Ова црква представља монументалну једобродну грађевину чији је унутрашњи простор подељен елипсастима луцима на пет травеја, наткривених лажним готским сводовима. Олтарска апсида је петострана и има две саристије.
Изнад улазног портала цркве се уздиже узна и висок звоник, а уз зидове цркве су призидани масивни контрафори између који се налазе прозори у виду бифора, док је црквени кров покривен бибер црепом.
Због свог конструктивног решења, разиграношћу маса и добрим пропорцијским односима, као и применом готичких елемената, црква Светог Антуна Падованског представља успело архитектонско остварење 20. века.